# Mario Stevens

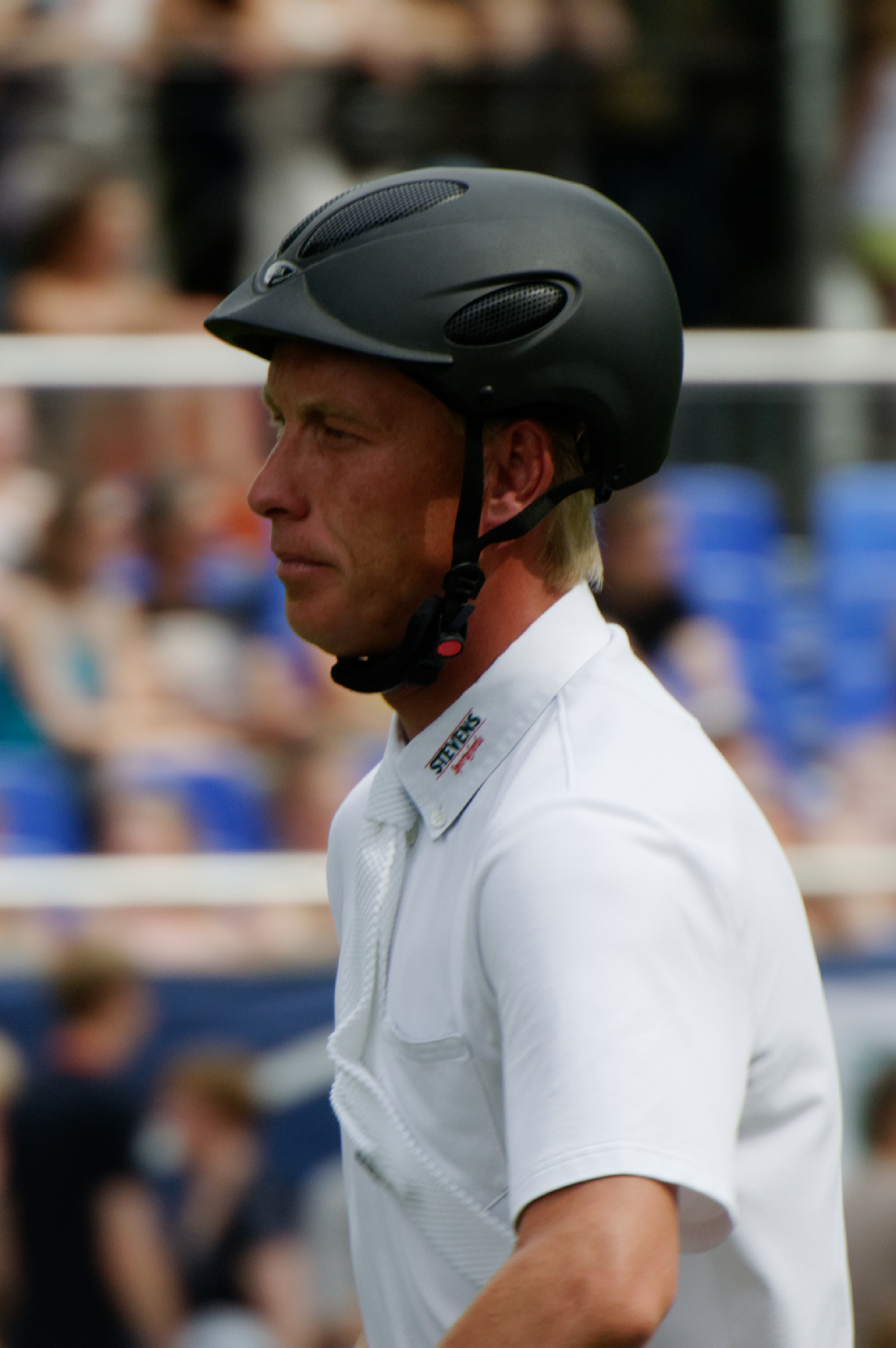
Mario Stevens (2014)

Mario Stevens (* 2. Juli 1982) ist ein deutscher Springreiter.

## Werdegang

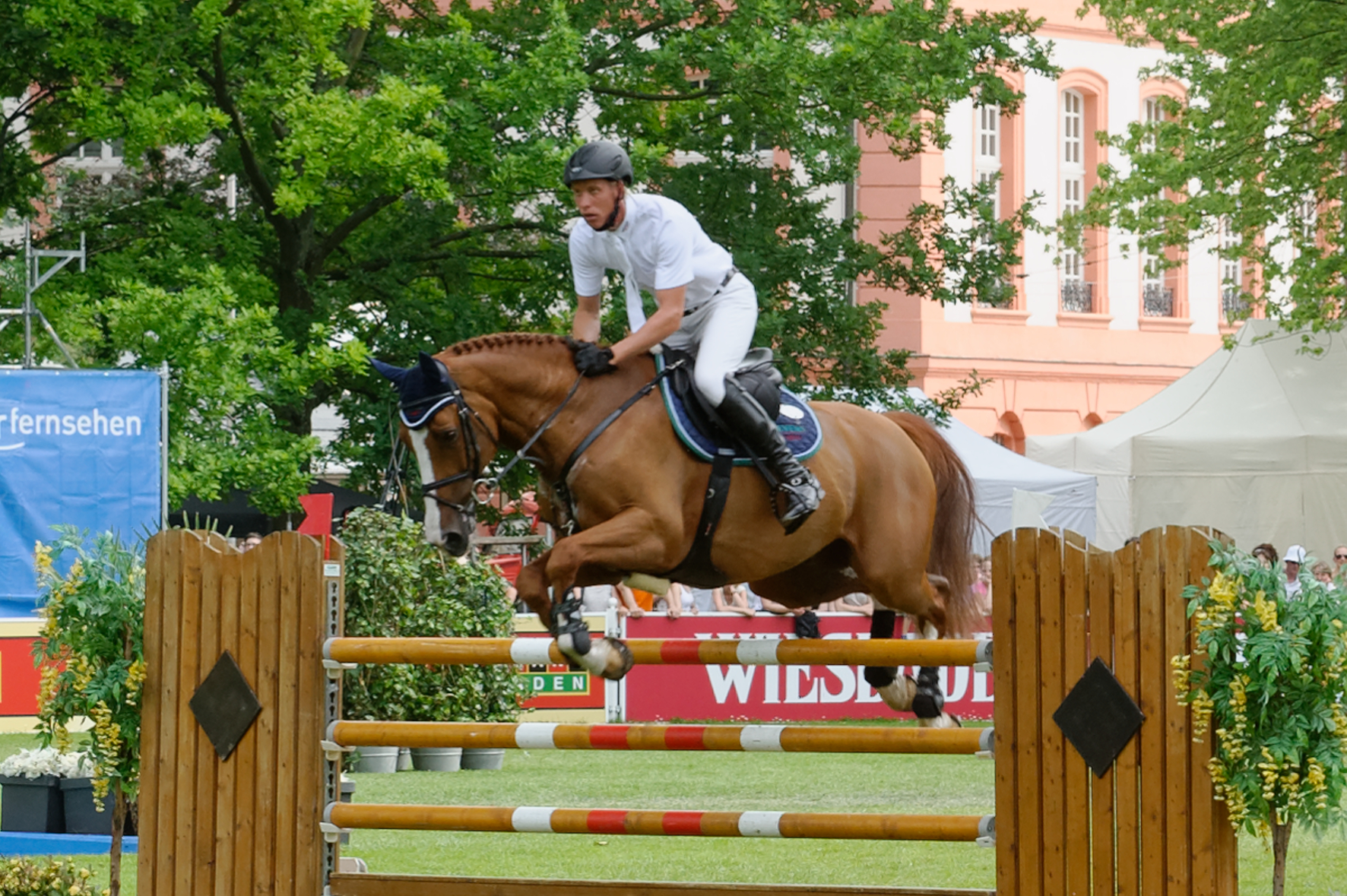
Mario Stevens mit Flyer beim Internationalen Pfingstturnier 2014

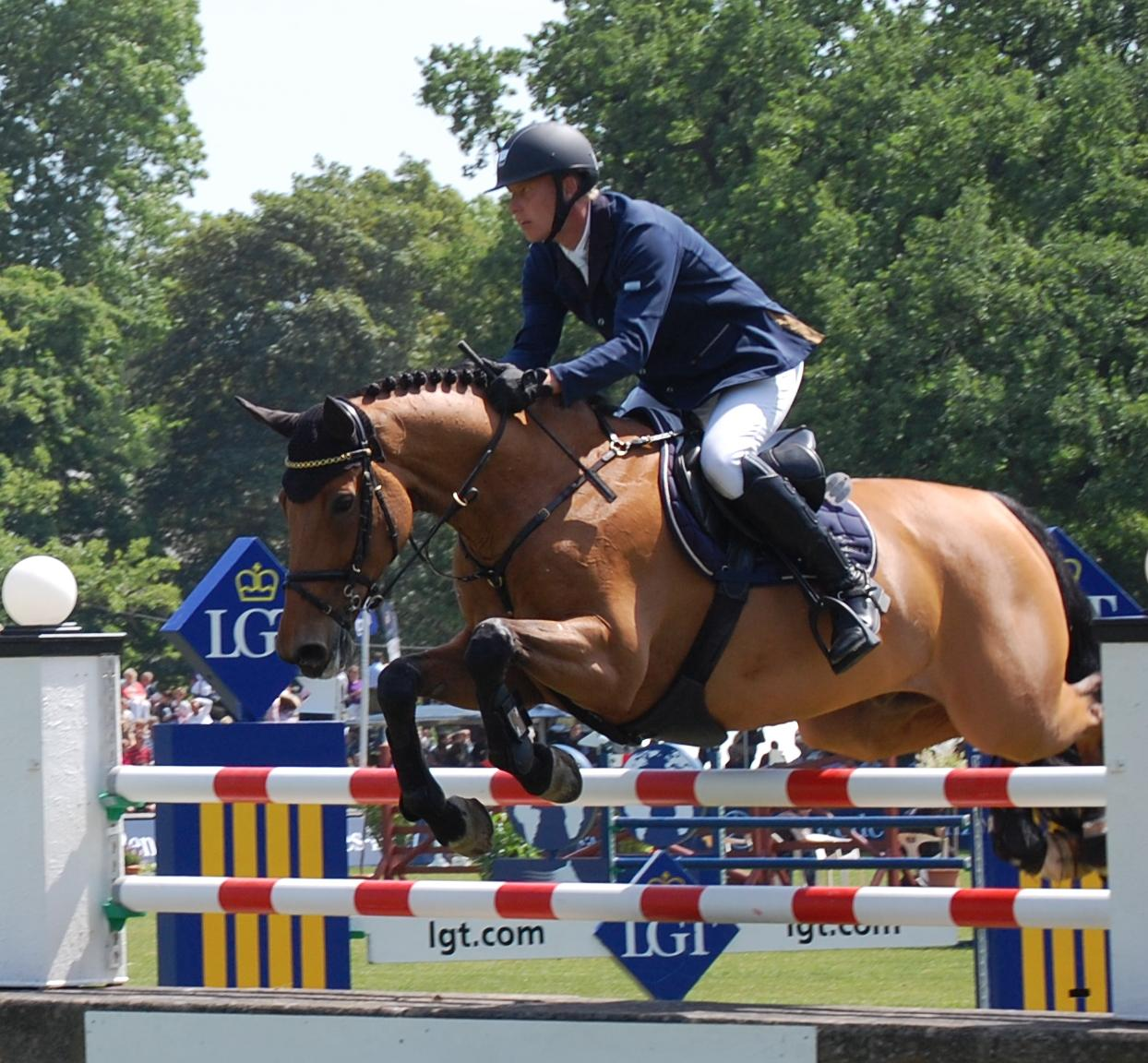
Mario Stevens mit Mac Kinley beim Championat von Hamburg 2011 (CSI 5*)

Mario Stevens wuchs als Sohn pferde- und reitsportbegeisterter Eltern auf. Er fing nach Besuchen des örtlichen Reitturniers mehrfach mit dem Reiten an, blieb jedoch erst beim vierten Versuch bei der Reiterei. Nach Abschluss seiner schulischen Laufbahn machte er eine Ausbildung zum Bürokaufmann im elterlichen Feinkostgeschäft. Im Alter von achtzehn Jahren wurde er mit Hilfe seiner Eltern Inhaber eines eigenen Ausbildungs- und Handelsstalls im heimatlichen Molbergen und ist seitdem als Berufsreiter tätig.
Stevens ritt im Rahmen seiner reiterlichen Ausbildung sowohl in Spring- als auch in Dressurprüfungen, wobei jedoch das Springreiten stets im Vordergrund stand. Sechs Jahre lang hat er bei Gilbert Böckmann trainiert, anschließend beim damaligen Bundestrainer der deutschen Springreiter Kurt Gravemeier. Seit diesem Zeitpunkt trainiert er bei Ludger Beerbaum, außerdem wird er vom Disziplinartrainer der deutschen Springreiter und Trainer der Perspektivgruppe Springreiten, Heinrich-Hermann Engemann, gefördert.
Bereits als Junger Reiter konnte er wichtige Erfolge verzeichnen (2002 Deutscher Meister der Jungen Reiter, 2003 Mannschafts-Europameister der Jungen Reiter). Ein deutlicher Karriereschub vollzog sich bei Stevens, nachdem er mit Hilfe von Ludger Beerbaum die Möglichkeit bekam, das Olympiapferd des Jahres 2004 von Rolf-Göran Bengtsson, Mac Kinley zu übernehmen. Nach einem vierten Platz bei den Deutschen Meisterschaften der Springreiter (Altersklasse „Reiter“) bekam er die Möglichkeit, 2008 am CHIO Aachen teilzunehmen. Ab März 2009 gehörte er zur neu gebildeten Perspektivgruppe Springreiten. Ende 2009 / Anfang 2010 gewann er innerhalb von drei Monaten vier Große Preise.
Im Januar 2013 wurde er zu einem der Aktivensprecher der Springreiter gewählt. Bei den deutschen Meisterschaften 2018 wurde Stevens erstmals in der Altersklasse „Reiter“ deutscher Meister, er ritt hier Talisman de Mazure. Zwei Jahre später gewann Stevens die Bronzemedaille bei den Deutschen Meisterschaften.
Mit dem Wallach Starissa gelang Stevens ab Dezember 2021 eine Erfolgsserie: Bis Mai 2022 kam das Paar in sechs von acht bestrittenen internationalen Großen Preisen unter die besten fünf. Im Juni 2022 wurde Mario Stevens zum zweiten Mal Deutscher Meister, ebenfalls mit Starissa.
Mario Stevens war im Jahr 2018 Mitglied des Perspektivkader (vormals B-Kaders) der deutschen Springreiter.

## Erfolge
- 1999/2000: Mitgliedschaft im Junioren-EM-Team
- 2002: Deutscher Meister der Jungen Reiter
- 2003: Mannschafts-Europameister der Jungen Reiter
- 2004: Sieg im Großen Preis des Oldenburger Landesturniers mit Night and Day, dort auch Sieg bei den Oldenburger Meisterschaften
- 2007: 5. Platz bei der Weltmeisterschaft der 5-jährigen Springpferde in Lanaken-Zangersheide mit Corlanda
- 2008: 1. Platz im Großen Preis von Neustadt/Dosse (CSI 2*) mit Mac Kinley, 4. Platz bei der Deutschen Meisterschaft mit Mac Kinley, Teilnahme am CHIO Aachen, dort ein Sieg in einer Springprüfung für Junge Pferde mit Numero Uno
- 2009: 2. Platz bei der Weltmeisterschaft der 7-jährigen Springpferde in Lanaken-Zangersheide mit Corlanda, 1. Platz im Großen Preis von Zwolle mit Noble Night, 1. Platz in den Großen Preisen von Oldenburg (CSI 2*), Dresden (CSI 3*) und Frankfurt (CSI 4*) sowie mit der deutschen Mannschaft 2. Platz im Nationenpreis von Gijón (CSIO 5*, mit Mac Kinley) und 6. Platz in Spruce Meadows (CSIO 5*, mit Mac Kinley)
- 2010: 1. Platz im Großen Preis von Gahlen (CSN) mit D’Avignon, 2. Platz im Großen Preis eines CSI 2* in Lummen mit Corlanda OLD, 2. Platz im Großen Preis von München (CSI 4*) mit D’Avignon sowie mit der deutschen Mannschaft 2. Platz im Nationenpreis von Abu Dhabi (CSIO 5*, mit Mac Kinley), 8. Platz im Weltcupspringen von London-Olympia (CSI 5*-W) mit D’Avignon
- 2011: Oldenburger Landesmeister mit D’Avignon, Landesmeister Weser-Ems mit D’Avignon, 1. Platz im Deutschen Championat der Landesmeister mit Corlanda OLD, 1. Platz im Holsteiner Masters Zukunftspreis (CSIYH 1* Kiel) mit Que Pasa
- 2012: 1. Platz im Großen Preis von Offenburg (CSI 2*) mit Corlanda OLD, 1. Platz in der Euroclassics-Gesamtwertung und 2. Platz im Großen Preis beim CSI 3* Bremen mit Corlanda OLD, 1. Platz im Großen Preis von Verden (CSI 2*) mit Little Pezi, 1. Platz im Großen Preis von Wohlde bei Wildeshausen (CSN) mit Quamina
- 2013: 1. Platz im Großen Preis von Neustadt/Dosse (CSI 2*) mit Corlanda OLD, 1. Platz im Championat von Braunschweig (CSI 4*) mit Little Pezi, 1. Platz im Großen Preis von Linz (CSIO 3*) mit Little Pezi sowie mit der deutschen Mannschaft 3. Platz im Nationenpreis von Linz (CSIO 3*) mit Little Pezi, 1. Platz im Großen Preis von Spangenberg (CSI 3*) mit Little Pezi
- 2014: 2. Platz im Championat von Balve (CSI 2*) mit Daily Sun, 1. Platz im Großen Preis von Oldenburg (CSI 2*) mit Baloubet
- 2015: 1. Platz im Großen Preis von Verden (CSN) mit Brooklyn, 2. Platz im Großen Preis von Offenburg (CSI 2*) mit Brooklyn, 2. Platz im Großen Preis der Bundesrepublik (CSI 3* Dortmund) mit Brooklyn, 1. Platz im Großen Preis der zweiten Woche der Z-Tour (CSI 3* Lanaken-Zangersheide) mit Brooklyn, 2. Platz in der Badenia (CSI 3* Mannheim) mit Baloubet sowie mit der deutschen Mannschaft 2. Platz im Nationenpreis von Falsterbo (CSIO 5*) mit Brooklyn
- 2016: 2. Platz im Großen Preis eines CSI 3* der Mediterranean Equestrian Tour in Oliva mit Brooklyn, 3. Platz im Großen Preis von München (CSI 4*) mit Brooklyn, 3. Platz im Großen Preis von Oldenburg (CSI 2*) mit Banana Pancake
- 2017: 4. Platz im Großen Preis von al-Ain (CSIO 5*) mit Baloubet, 7. Platz bei der Deutschen Meisterschaft in Balve mit Credo, 3. Platz im Großen Preis von Surenburg (CSI 2* Riesenbeck) mit El Bandiata B, 1. Platz im Großen Preis von Oldenburg (CSI 3*) mit Landano, 3. Platz im Großen Preis von München (CSI 4*) mit Landano sowie mit der deutschen Mannschaft 4. Platz im Nationenpreis von al-Ain (CSIO 5*) mit Baloubet und 1. Platz im Nationenpreis von Lummen (CSIO 5*) mit Baloubet
- 2018: 2. Platz im Großen Preis von Neustadt/Dosse (CSI 2*) mit Landano, 2. Platz im Großen Preis eines CSI 2* in Kronenberg (CSI 2*) mit Landano, 1. Platz bei der Deutschen Meisterschaft in Balve mit Talisman de Mazure, 4. Platz im Großen Preis von Paderborn (CSI 3*) mit Brooklyn, 1. Platz im Großen Preis von Oldenburg (CSI 3*) mit Landano OLD
- 2019: 2. Platz im Großen Preis von Verden (CSI 2*) mit Landano OLD, 2. Platz im Großen Preis von Paderborn (CSI 3*) mit Landano OLD, 2. Platz im Großen Preis des Oktober-CSI 2* von Riesenbeck mit Baloubet sowie mit der deutschen Mannschaft 1. Platz im Nationenpreis von Abu Dhabi (CSIO 5*) mit Talisman de Mazure
- 2020: 3. Platz im Großen Preis eines CSI 3* im Februar in Kronenberg mit Baloubet, 1. Platz im Großen Preis von Neumünster (CSI 3*) mit Landano OLD, 3. Platz im Großen Preis eines CSI 2* in Kronenberg mit Baloubet, 3. Platz im Großen Preis eines CSI 2* in Luhmühlen mit Botakara OLD, 1. Platz im Großen Preis (Klasse S*** mit Stechen) des November-Late Entry von Damme-Neuenwalde mit Landano OLD[7], 3. Platz bei der Deutschen Meisterschaft in Riesenbeck mit Landano OLD
- 2021: 1. Platz im Großen Preis von Herzlake (CSI 2*) mit Starissa, 2. Platz im Großen Preis eines CSI 2* in Kronenberg mit Starissa
- 2022: 3. Platz im Großen Preis von Leipzig (CSI 3*/Rahmenturnier Weltcupfinale) mit Starissa, 3. Platz im Großen Preis von Hagen a.T.W. (CSI 4*) mit Starissa, 4. Platz im Großen Preis von Hamburg (CSI 5*) mit Starissa, 1. Platz bei der Deutschen Meisterschaft in Balve mit Starissa

(Stand: 13. Juni 2022)

## Pferde

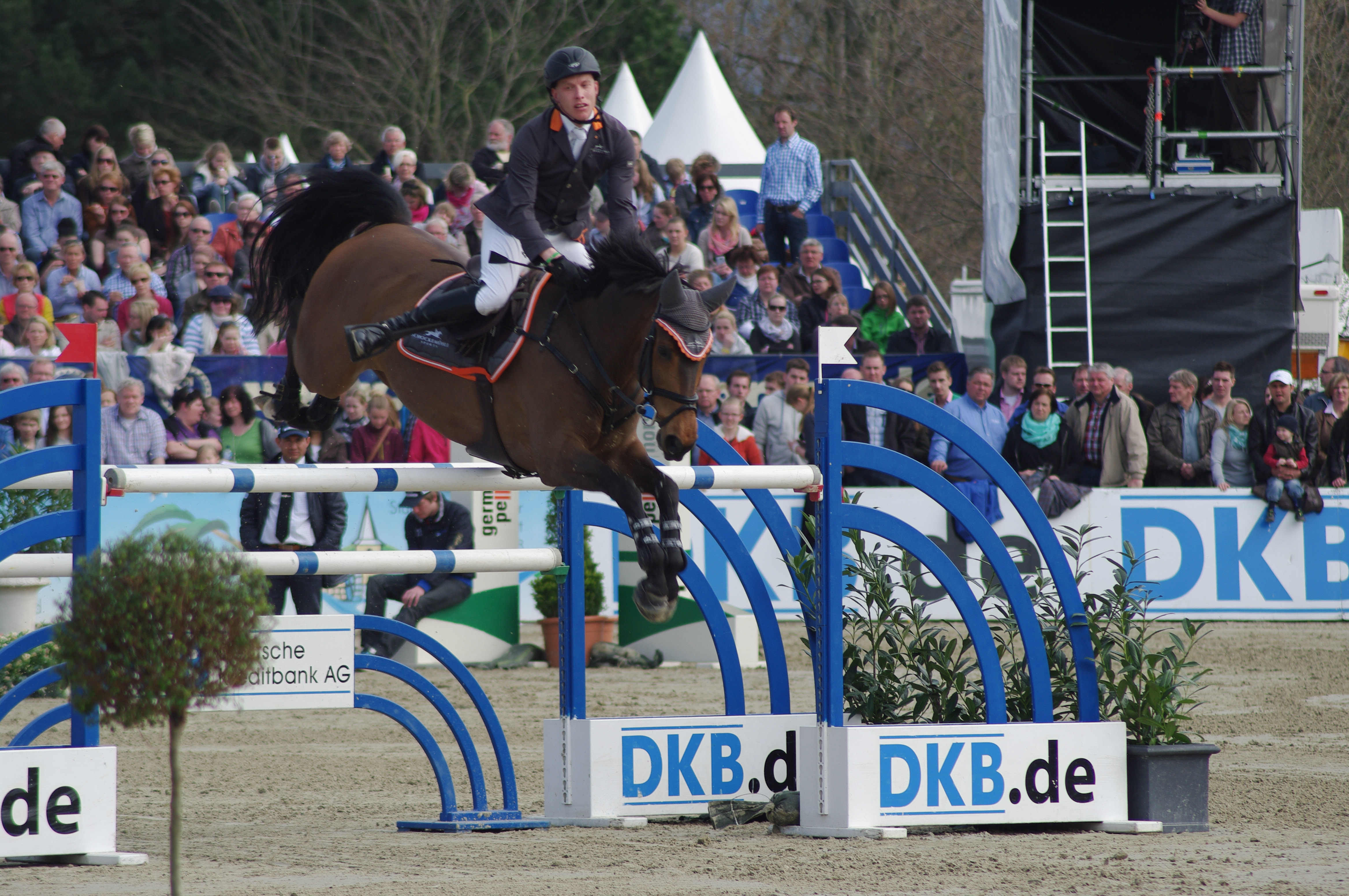
Mario Stevens mit Little Pezi, CSI 4* Hagen 2013

### Aktuelle
- Landano OLD (* 2009), dunkelbrauner Oldenburger Wallach, Vater: Lord Pezi, Muttervater: C-Indoctro[9]
- Starissa (* 2013), brauner Hannoveraner Wallach, Vater: Stakkato Gold, Muttervater: Quidam's Rubin[10]

### Ehemalige
- Mac Kinley (1994–2018), brauner KWPN-Wallach, Vater: Goodwill, Muttervater: Nimmerdor, bis Sommer 2007 von Rolf-Göran Bengtsson geritten, im Dezember 2011 aus dem Sport verabschiedet[11][12]
- D'Avignon (* 1998), dunkelbrauner Westfalen-Wallach, Vater: Dunhill H, Muttervater: Apart; zuletzt 2012 im internationalen Sport eingesetzt[13]
- Noble Night (* 2000), Oldenburger Stute, Vater: Night and Day, Muttervater: Grannus; wurde ab 2011 von Lea-Florentina Kohl geritten[14]
- Numero Uno (* 2000), brauner Oldenburger Wallach, Vater: Night and Day, Muttervater: Pilox, Pferd aus eigener Zucht[15]
- Corlanda OLD (* 2002), braune Oldenburger Stute, Vater: Cordalme Z, Muttervater: Landcapitol; zuletzt 2015 im internationalen Sport eingesetzt[16]
- Baloubet (* 2004), brauner Wallach, Oldenburger Springpferd, Vater: Balou du Rouet, Muttervater: Grandeur[17]
- Brooklyn (* 2005), Westfälischer Fuchswallach, Vater: Balou du Rouet, Muttervater: Arpeggio, ab 2020 von Julia Muth geritten[18]
- Talisman de Mazure (* 2007), Selle-Français-Fuchswallach, Vater: Quincy (Quaprice Bois Margot), Muttervater: Alcamera de Moyon; bis 2016 von François Mathy Jr geritten, 2017 von John Whitaker geritten[19]